# Palazzo Magnati

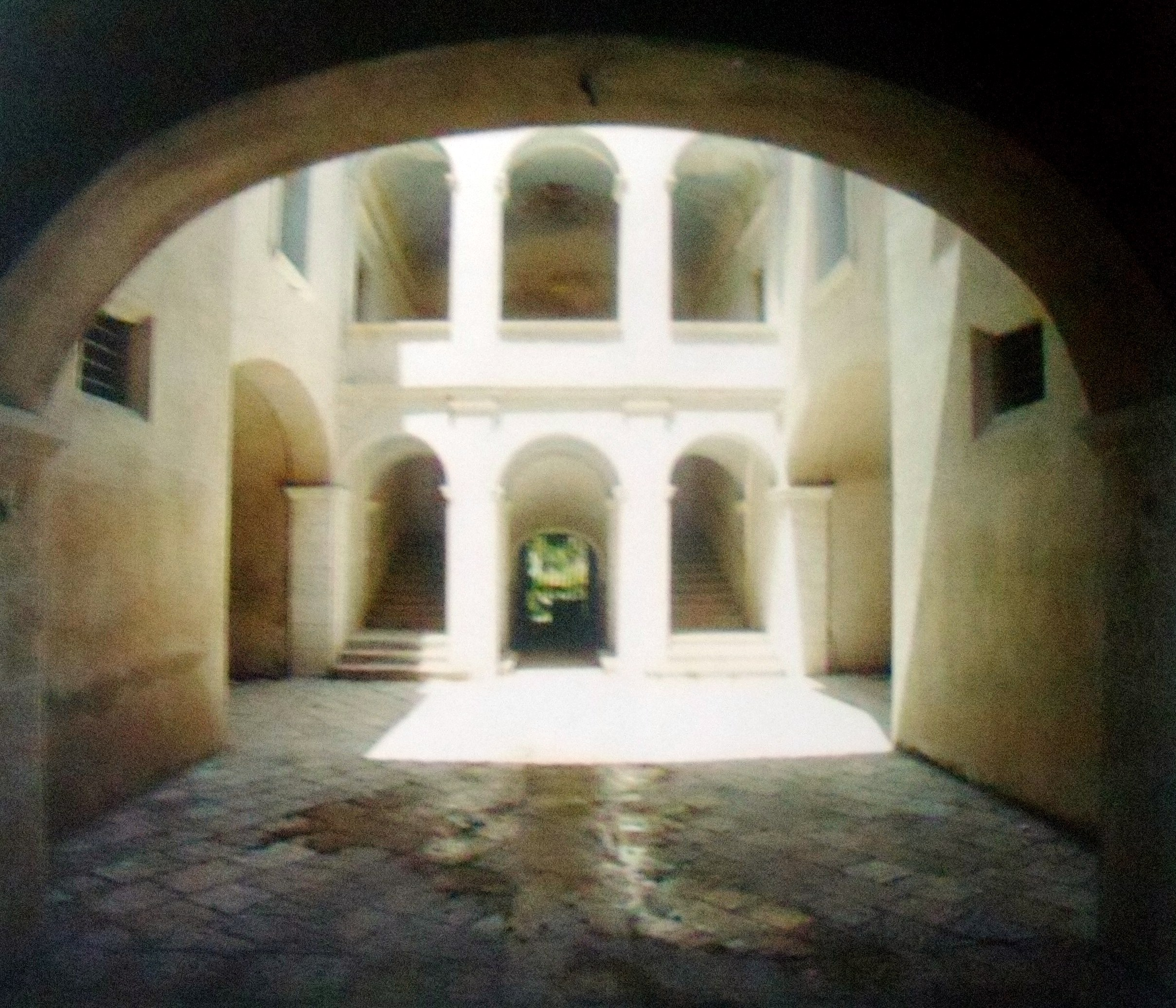
Blick in den Innenhof des Palazzo Magnati in Cerreto Sannita

Der Palazzo Magnati ist ein Palast aus dem 18. Jahrhundert in Cerreto Sannita in der italienischen Region Kampanien. Er liegt in der Via Andrea Mazzarelli. Im Jahre 1955 wurden einige Szenen des Films Eine Frau für schwache Stunden oder Die schöne Müllersfrau in dem Palast gedreht.

## Geschichte
Das Gebäude, das heute in Besitz der Altieris ist, gehörte ursprünglich Domenico Gizzio, der 1703 vom Grafen zum „Schatzmeister“ ernannt wurde und die Aufgabe hatte, alle den zustehenden Carafas Feudaleinkünfte einzufordern.
Anfang 1733 kaufte Nicola Magnati aus Cerreto Sannita, der aber seit langer Zeit in Neapel wohnte, den Palast; er erklärte in diesem Jahr sein Eigentum an dieser Immobilie.
Die Magnatis ließen 1751 das Gebäude erweitern, indem sie ein Nachbarhaus hinzufügten.

## Beschreibung
Das Äußere ist streng, ohne jede Verzierung, anders, als dies bei anderen Palästen in Cerreto Sannita der Fall ist. Ausgenommen davon ist lediglich das Portal mit Korbbogen, das ein breiter konvexer Rahmen verziert, der in den Stein eingeprägt ist.
Die Innenräume gehören zu den schönsten und besterhaltenen der Stadt, sodass im Jahre 1955 dort Teile des Films Die schöne Müllersfrau (mit Vittorio de Sica, Sophia Loren und Marcello Mastroianni) gedreht wurden. Der Palast stellt im Film den „Gouverneurspalast“ dar.
Die doppelte Treppe, die in Cerreto Sannita einmalig ist, spiegelt dagegen den damaligen neapolitanischen Geschmack wider. Die Treppe endet in einem weiten Atrium, das mit Fresken im Rokokostil verziert ist, die Grotesken zeigen.